# Fridolin Achten

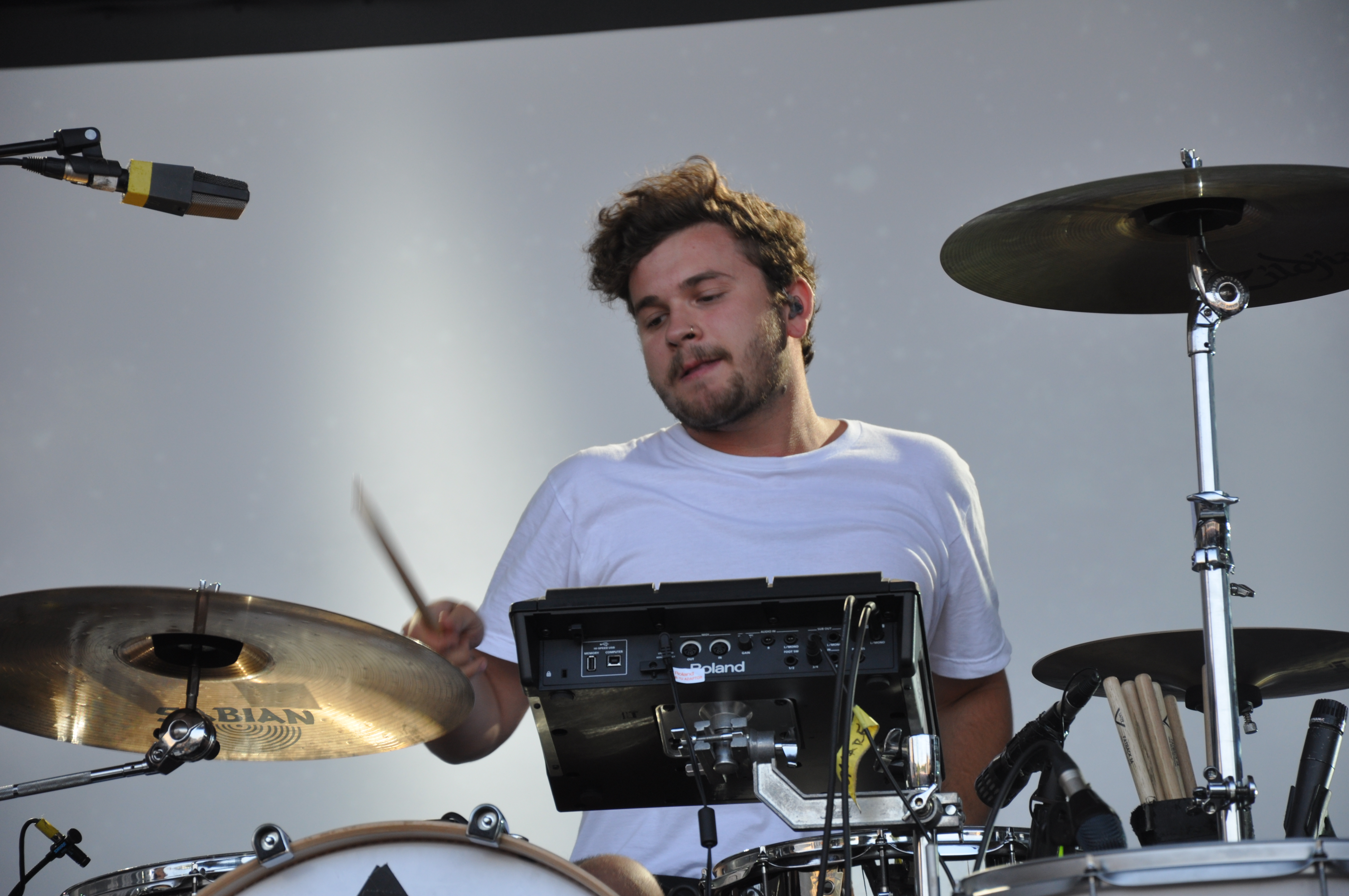
Fridolin Achten (2014)

Fridolin Achten (* 1992 oder 1993), auch Fridl Achten, ist ein deutscher Fernsehmoderator und Musiker.

## Leben und Karriere
Fridolin Achten wurde 1992 oder 1993 geboren und wuchs in München auf. Kurz nachdem er das Abitur absolviert hatte, stieg er 2012 als Schlagzeuger bei der Band Claire ein. Bis 2017 veröffentlichte er mit der Gruppe zwei Alben und eine EP. Zwischen 2015 und 2016 war er zudem als Autor bei zeitjung.de tätig. Seit 2017 ist er als Moderator des Musikmagazins Startrampe tätig. Außerdem moderiert er seit 2018 das YouTube-Format Puls Musik. Hierfür wurde Achten zusammen mit dem restlichen Team 2020 im Rahmen des Reeperbahn Festivals mit dem International Music Journalism Award in der Kategorie Multimedia – Deutsch ausgezeichnet. Im zweiten Halbjahr 2023 wurde Achten Vater.

## Auszeichnungen
- 2020: International Music Journalism Award (Reeperbahn Festival) in der Kategorie Multimedia – Deutsch für Puls Musik[2]